# Biphenylen
Biphenylen ist eine chemische Verbindung aus der Gruppe der polycyclischen aromatischen Kohlenwasserstoffe.

## Gewinnung und Darstellung
Biphenylen kann durch Dimerisierung von Dehydrobenzol gewonnen werden. Auch durch reduktive Dehalogenierung von o-Bromfluorbenzol mit Lithiumamalgam kann es hergestellt werden. Die Verbindung wurde erstmals 1941 von Warren C. Lothrop synthetisiert. Andere Chemiker hatten vorher schon die Erstsynthese publiziert, diese konnten jedoch alle nicht bestätigt werden.

## Eigenschaften
Biphenylen ist ein Feststoff, der in Form von schwach gelblichen prismenförmigen Kristallen vorliegt. Der Siedepunkt liegt bei 260 °C, aber bereits unterhalb dieser Temperatur sublimiert es bei Normaldruck. Sein Geruch ist typisch für aromatische Kohlenwasserstoffe und erinnert an Xylen. Die Verbindung ist bei Raumtemperatur stabil und kann jahrelang gelagert werden. Eine Ringöffnung der Verbindung erfolgt trotz ihrer Struktur nur bei wenigen Reaktionen (zum Beispiel katalytische Hydrierung). Das Molekül ist planar und besitzt im Vierring einen fast rechtwinkligen C-C-Winkel, jedoch in den Sechsringen eine Verzerrung die zu Winkeln zwischen 115,2° und 122,6° führt.

## Externe Links zu erwähnten Verbindungen
1. ↑  Externe Identifikatoren von bzw. Datenbank-Links zu o-Bromfluorbenzol:  CAS-Nr.: 1072-85-1, EG-Nr.: 214-018-3, ECHA-InfoCard: 100.012.745, GESTIS: 493876, PubChem: 61259, ChemSpider: 13875433, Wikidata: Q72455774.